# George Lansbury
George Lansbury (22 de febrero de 1859 - 7 de mayo de 1940) fue un político británico y reformador social que dirigió el Partido Laborista de 1932 a 1935. Además de un breve período en la oficina ministerial durante el gobierno laborista de 1929-31, pasó su carrera política realizando campaña contra la autoridad establecida y los intereses generados, siendo sus principales causas la promoción de la justicia social, los derechos de las mujeres y el desarme mundial. Aunque originalmente su ideología era liberal radical, Lansbury se convirtió en un socialista a principios de la década de 1890, y luego sirvió a su comunidad local en el East End de Londres en numerosas oficinas electivas. Sus actividades se sustentaron en creencias cristianas que, salvo por un breve período de duda, lo sostuvieron a lo largo de su vida. Obtuvo un escaño en el Parlamento en 1910, renunció a su escaño en 1912 para hacer campaña por el sufragio de las mujeres, fue encarcelado brevemente después de apoyar públicamente la acción militante. 
En 1912, Lansbury ayudó a establecer el periódico Daily Herald y se convirtió en su editor. Durante la Primera Guerra Mundial, el periódico mantuvo una postura fuertemente pacifista y apoyó la revolución rusa de octubre de 1917. Estas posiciones contribuyeron al fracaso de Lansbury para ser elegido al parlamento en 1918. Se dedicó a la política local en su ciudad natal de Poplar, y fue a prisión con 30 concejales por su participación en la "revuelta de las tasas" de Poplar de 1921.
Después de su regreso al Parlamento en 1922, a Lansbury se le denegó el cargo en el breve gobierno laborista de 1924, aunque se desempeñó como primer comisionado de Obras en el gobierno laborista de 1929-31. Después de la crisis política y económica de agosto de 1931, Lansbury no siguió a su líder, Ramsay MacDonald, al gobierno nacional, sino que permaneció con el Partido Laborista. Como el más antiguo del pequeño contingente de parlamentarios laboristas que sobrevivió a las elecciones generales de 1931, Lansbury se convirtió en el líder del Partido Laborista. Su pacifismo y su oposición al rearme frente al creciente fascismo europeo lo pusieron en desacuerdo con su partido, y cuando su posición fue rechazada en la conferencia del Partido Laborista de 1935, renunció al liderazgo. Pasó sus últimos años viajando por los Estados Unidos y Europa por la causa de la paz y el desarme.

## Inicios

### Crianza en el Extremo Este

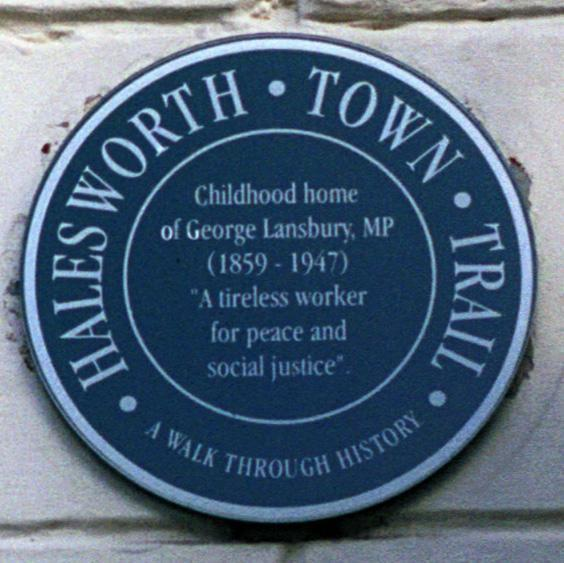
Placa donde se asume ser el lugar de nacimiento de George Lansbury en Haleswoth, Suffolk. La fecha de fallecimiento escrita es errónea.

George Lansbury nació en Halesworth, en el condado de Suffolk, el 22 de febrero de 1859. Era el tercero de nueve hijos nacidos de un ferroviario, también llamado George Lansbury, y Anne Lansbury (née Ferris). El trabajo del padre de George involucraba la supervisión de pandillas de construcción de ferrocarriles; la familia estaba en constante movimiento y las condiciones de vida eran primitivas. A través de su madre progresista y su abuela, el joven George se familiarizó con los nombres de los grandes reformadores contemporáneos: Gladstone, Richard Cobden y John Bright, además comenzó a leer el periódico radical de Reynolds. A fines de 1868, la familia se mudó al East End londinense, el distrito en el que viviría y trabajaría Lansbury durante casi toda su vida.
El ensayista Ronald Blythe describió el East End de los años 1860 y 1870 como "estridentemente inglés ... Las calles ennegrecidas por el humo estaban atestadas de multitudes analfabetas (que) se mantuvieron vivas por la pura efervescencia de  un pájaro". Intercalado con hechizos de trabajo, Lansbury asistió a escuelas en Bethnal Green y Whitechapel. Después, tuvo una sucesión de trabajos manuales, incluido el trabajo como contratista de carbón en colaboración con su hermano mayor, James, cargando y descargando vagones de carbón. Este fue un trabajo pesado y peligroso, y condujo al menos un accidente casi fatal. Durante su adolescencia y principios de la edad adulta, Lansbury era un asistente habitual a la galería pública de la Cámara de los Comunes, donde escuchó y recordó muchos de los discursos de Gladstone sobre el principal tema de política exterior del momento, la "cuestión oriental". Estuvo presente en los disturbios que estallaron en las afueras de la casa de Gladstone el 24 de febrero de 1878 después de una reunión de paz en Hyde Park. Shepherd escribe sobre el liberalismo de Gladstone, proclamando la libertad, y los intereses de la comunidad los cuales eran "una mezcla embriagadora que dejó una marca indeleble" en el joven Lansbury.
George Lansbury padre murió en 1875. Ese año, el joven George conoció a Elizabeth Brine, de catorce años, cuyo padre Isaac Brine era dueño de un aserradero local. La pareja finalmente se casó en 1880, en la iglesia parroquial de Whitechapel, donde el vicario, J. Franklin Kitto, había sido guía espiritual y consejero de Lansbury. Además de un período de duda en la década de 1890 cuando rechazó temporalmente la Iglesia, Lansbury permaneció como un fiel anglicano hasta su muerte.

### Australia

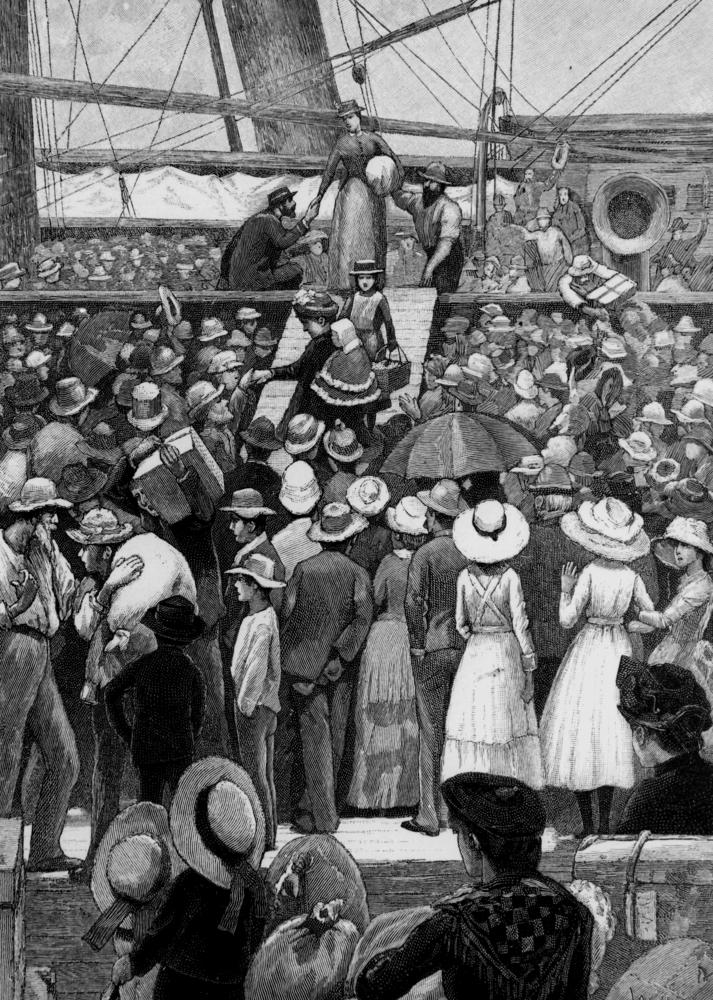
Migrantes desembarcando de un barco en Brisbane, aproximadamente en 1885.

En 1881, nació el primero de los doce hijos de Lansbury, Bessie; otra hija, Annie, nació en 1882. Buscando mejorar las perspectivas de su familia, Lansbury decidió que sus mejores esperanzas de prosperidad residían en emigrar a Australia. El agente general de Londres en Queensland, Australia describió una tierra de oportunidades ilimitadas, con trabajo para todos; Seducidos por esta apelación, Lansbury y Bessie recaudaron el dinero del pasaje necesario, y en mayo de 1884 zarparon con sus hijos a Brisbane.
Durante el viaje hacia Australia, la familia experimentó enfermedad, incomodidad y peligro; en una ocasión, el barco estuvo a punto de hundirse durante un monzón. Al llegar a Brisbane en julio de 1884, Lansbury descubrió que, contrariamente a las promesas del agente de Londres, había un exceso de trabajo y era difícil conseguir. Su primer trabajo, romper piedra, resultó ser demasiado castigo físico; se trasladó a una posición mejor remunerada como conductor de una camioneta, pero fue despedido cuando, por razones religiosas, se negó a trabajar los domingos. Después, firmó un contrato para trabajar en una granja de una distancia de 80 millas para encontrar a su llegada que su empleador lo había engañado sobre las condiciones de vida y los términos de empleo. Durante varios meses, la familia Lansbury vivió en extrema pobreza antes de que Lansbury obtuviera la liberación del contrato. De vuelta en Brisbane, trabajó durante un tiempo en el campo de cricket de Brisbane recién construido. Como entusiasta seguidor del juego, esperaba ver jugar al Equipo Visitante de Gira Inglesa, el cual era popular en su momento, pero, como lo recuerda el biógrafo de Lansbury, Raymond Postgate, "aprendió que la observación del cricket no era un placer para los trabajadores".
A lo largo de su estancia en Australia, Lansbury envió cartas a casa, revelando la verdad sobre las condiciones que enfrentan los inmigrantes. A un amigo, escribió en marzo de 1885: "Los mecánicos no son buscados. Los trabajadores agrícolas no son buscados ... Cientos de hombres y mujeres no pueden conseguir trabajo ... Las calles son asquerosas día y noche, y si tuviera una hermana, la mataría a tiros en lugar de verla sobrellevar este pequeño infierno en la tierra ". En mayo de 1885, habiendo recibido de Isaac Brine fondos suficientes para un pasaje a casa, la familia Lansbury se fue de Australia para siempre.

## Liberal Radical

### Primeras Campañas
A su regreso a Londres, Lansbury tomó un trabajo en la maderería de Brine. En su tiempo libre hizo campaña contra los falsos prospectos ofrecidos por los agentes de emigración colonial. Su discurso en una conferencia de emigración en el King's College de Londres en abril de 1886 impresionó a los delegados; poco después, el gobierno estableció una Oficina de Información de Emigración bajo la Oficina Colonial. Se exigió a este organismo que proporcionara información precisa sobre el estado de los mercados laborales en todas las posesiones de ultramar del gobierno.
Habiéndose unido al Partido Liberal poco después de su regreso de Australia, Lansbury se convirtió primero en secretario del barrio y luego secretario general de la Asociación Liberal y Radical Bow y Bromley. Sus efectivas habilidades para hacer campaña fueron notadas por destacados liberales, incluido Samuel Montagu, el diputado liberal de Whitechapel, quien persuadió al joven activista de ser su agente en las elecciones generales de 1885. El manejo de Lansbury de esta campaña electoral llevó a Montagu a instarlo a que se presentara al parlamento. Lansbury declinó la propuesta, en parte por razones prácticas (los diputados no fueron remunerados y tuvo que continuar manteniendo a su familia), y en parte por principio; cada vez estaba más convencido de que su futuro no radicaba en un liberal radical sino en un socialista. Continuó sirviendo a los liberales, como agente y secretario local, mientras expresaba su socialismo en un diario radical de corta duración, Coming Times, que fundó y coeditó con un compañero disidente, William Hoffman.

### Elecciones de Consejo del condado de Londres, 1889

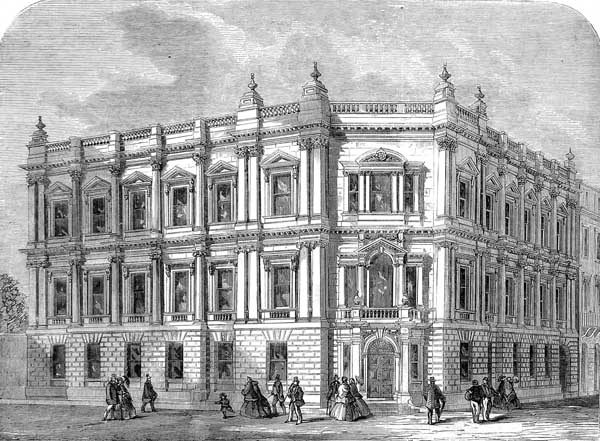
El edificio Metropolitan Board of Works en Spring Gardens cerca de Trafalgar Square, sede original del London County Council

En 1888, Lansbury acordó actuar como agente electoral de Jane Cobden, que estaba impugnando las primeras elecciones para el recién formado Consejo del Condado de Londres (LCC) como candidato liberal para la división Bow y Bromley.  Cobden, un partidario temprano del sufragio femenino, fue el cuarto hijo del estadista radical victoriano Richard Cobden. La Sociedad para la Promoción de las Mujeres como Concejales de Condado (SPWCC), un nuevo grupo de derechos de la mujer, había propuesto a Cobden como el candidato para Bow y Bromley, y Margaret Sandhurst para Brixton. Lansbury aconsejó a Cobden sobre los temas de mayor preocupación para el electorado de East End: vivienda para los pobres, término de talleres de explotación laboral, derechos de reunión pública y control de la policía. Las preguntas específicas sobre los derechos de las mujeres se evitaron durante la campaña. El 19 de enero de 1889 ambas mujeres fueron elegidas; estos triunfos fueron, sin embargo, efímeros. La calificación de Sandhurst para servir como consejera del condado fue impugnada con éxito en los tribunales por sus oponentes del Partido Conservador por su sexo, y su apelación posterior fue desestimada. Cobden no fue cuestionada de inmediato, pero en abril de 1891, después de una serie de acciones legales, fue eliminada de manera efectiva como concejala al verse impedida de votar sobre severas sanciones financieras. Lansbury le recomendó durante las audiencias, a "ir a prisión y dejar que el Consejo lo respalde al negarse a declarar su puesto vacante". Cobden no siguió este camino. Un proyecto de ley presentado en la Cámara de los Comunes en mayo de 1891 que permitía a las mujeres servir como concejales de condado encontró poco apoyo entre los diputados de cualquier partido; a las mujeres no se les otorgó este derecho hasta 1907.
Lansbury se sintió ofendido por el tibio apoyo de su partido hacia los derechos de las mujeres. En una carta publicada en Pall Mall Gazette hizo una llamada abierta a Bow y Bromley's Liberals para "liberarse del sentimiento de partido y tirar la energía y la capacidad que ahora están desperdiciando en cuestiones menores en ... asegurar los plenos derechos de la ciudadanía" a cada mujer en la tierra ". Se desilusionó aún más por el hecho de que su partido no aprobó el día laboral máximo de ocho horas. Lansbury formó la opinión, expresada algunos años después, de que "el liberalismo progresaría tan lejos como las grandes bolsas de dinero del capitalismo le permitieran progresar". En 1892 Lansbury no sentía a los liberales como su hogar; la mayoría de sus socios actuales eran socialistas confesos: William Morris, Eleaonora Marx, John Burns y Henry Mayers Hyndman, fundador de la Federación Social Demócrata (SDF). Sin embargo, Lansbury no renunció a los liberales hasta que hubo cumplido el compromiso de actuar como agente electoral de John Murray MacDonald, el posible candidato liberal para Bow y Bromley. Lansbury vio a su candidato victorioso en la elección general de julio de 1892; tan pronto como se declaró el resultado, Lansbury renunció al Partido Liberal y se unió al SDF.

## Reformador Socialista

### Federación Social Demócrata

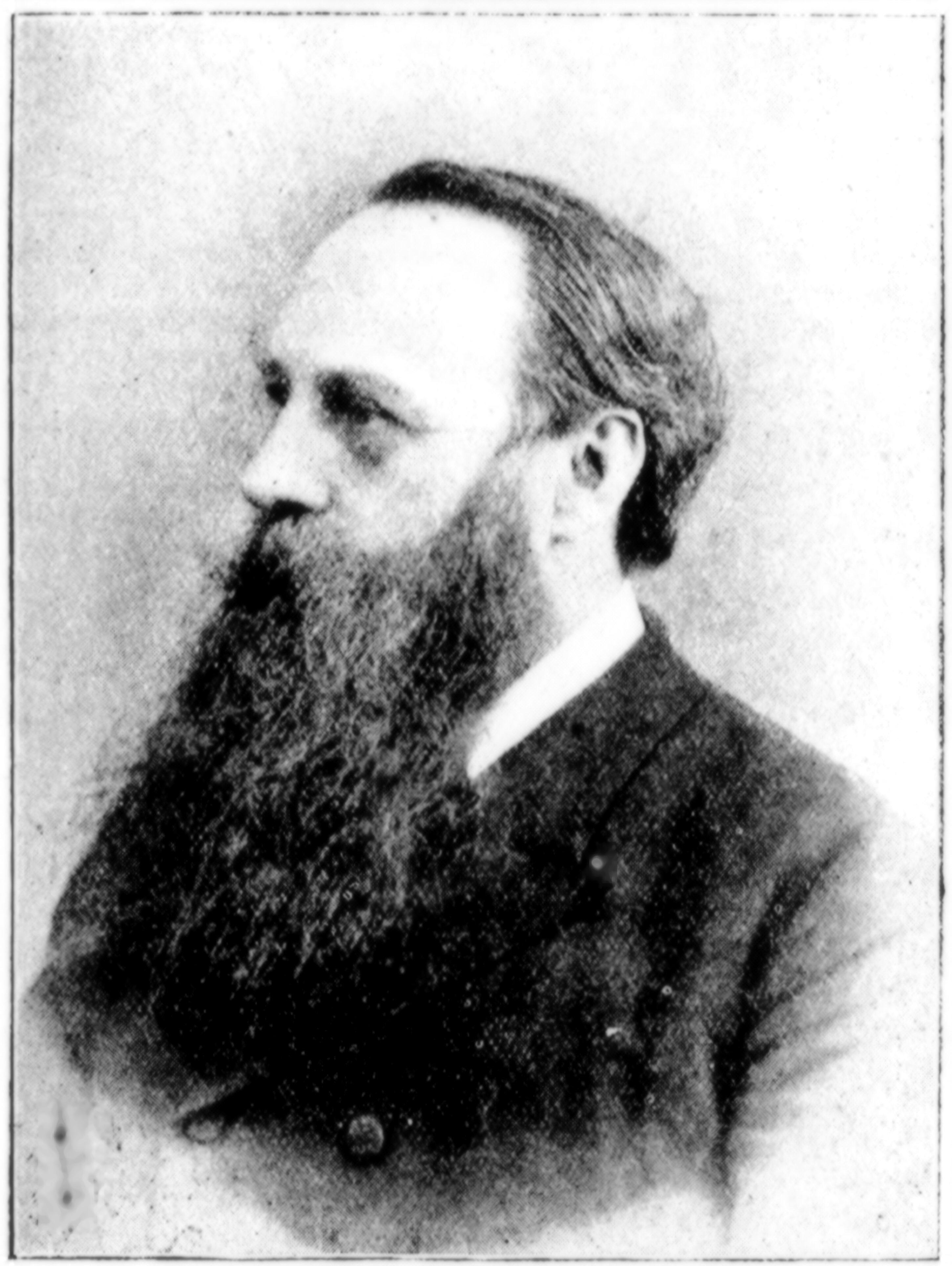
Henry Hyndman, fundador del SDF, fue una influencia clave en los inicios de la carrera de Lansbury.

En 1895 Lansbury luchó dos elecciones parlamentarias para el SDF en Walworth, primero una elección parcial el 14 de mayo, luego las elecciones generales de 1895, dos meses más tarde. A pesar de su enérgica campaña, fue duramente derrotado en cada ocasión, con pequeñas proporciones del voto. Después de estos lúgubres resultados, Hyndman persuadió a Lansbury para que renunciara a su trabajo en el aserradero y se convirtiera en el organizador nacional asalariado a tiempo completo de la SDF. Predicó una doctrina revolucionaria directa: "Ha llegado el momento", informó a una audiencia en Todmorden en Lancashire, "para que las clases trabajadoras tomen el poder político y lo usen para derrocar el sistema competitivo y establecer en su lugar cooperación estatal". El tiempo de Lansbury como organizador nacional de SDF no duró mucho; en 1896, cuando Isaac Brine murió repentinamente, Lansbury pensó que su deber familiar lo obligaba a hacerse cargo del aserradero, y regresó a su casa en Bow.
En las elecciones generales de 1900, un pacto con los liberales en la circunscripción de Bow y Bromley le dio a Lansbury, el candidato de SDF, una lucha directa contra el titular conservador, William Guthrie. La causa de Lansbury se vio obstaculizada por su oposición pública a la segunda guerra bóer en un momento en que la fiebre de la guerra era fuerte, mientras que Guthrie, un exsoldado, destacó sus credenciales militares. Lansbury perdió las elecciones, aunque su total de 2.258 votos contra los 4.403 de Guthrie fue considerado aceptable por la prensa. Esta campaña fue el último gran esfuerzo de Lansbury en nombre del SDF. Él se desencantó por la incapacidad de Hyndman para trabajar con otros grupos socialistas, y en 1903 renunció a la SDF para unirse al Partido Laborista Independiente (ILP). Aproximadamente en esta época, Lansbury redescubrió su fe cristiana y se reincorporó a la Iglesia Anglicana.

### Guardián de la Ley de los Pobres
| "'Ustedes me rascan la espalda y yo rasguño las suyas' era la base de la política en lo que respecta a trabajos y contratos ... se podía confiar en que el propietario y el agente de los barrios pobres crearan las condiciones que producen la enfermedad, el médico obtendría el trabajo de atender a los enfermos, el químico sería necesitado para suministrar drogas, el párroco para orar, y cuando las víctimas mueran, el empresario fúnebre estaría a su disposición para enterrarlos ".—(Lansbury, resumiendo el grado de amiguismo y abuso en el sistema de Ley de Pobres). |

En abril de 1893 Lansbury logró su primera oficina electiva cuando se convirtió en un guardián de la Ley de los Pobres para el distrito de Poplar. En lugar del tradicional régimen de trabajo duro que era la norma, Lansbury propuso un programa de reforma, mediante el cual el asilo se convirtió en "una agencia de ayuda en lugar de un lugar de desesperación", y se eliminó el estigma de la pobreza. Lansbury era uno de un bloque socialista minoritario que a menudo podía, a través de su energía y compromiso, ganar apoyo para sus planes.
La educación para los pobres fue una de las principales preocupaciones de Lansbury. Ayudó a transformar la Escuela del Distrito Forest Gate, anteriormente un establecimiento punitivo administrado por líneas cuasimilitares, en un lugar apropiado de educación que se convirtió en la Escuela de Capacitación del Álamo, la cual continuó existiendo más de medio siglo después. En la conferencia anual de la Ley de Pobres de 1897, Lansbury resumió sus puntos de vista sobre el alivio de la pobreza en su primer trabajo publicado: "The Principles of the English Poor Law". Su análisis ofreció una crítica marxista del capitalismo: solo la reorganización de la industria en líneas colectivistas resolvería problemas contemporáneos.
Lansbury se sumó a sus deberes públicos cuando, en 1903, fue elegido miembro del Consejo del municipio de Poplar. En el verano de ese año conoció a Joseph Fels, un rico fabricante de jabón estadounidense con una gran inclinación por los proyectos sociales. Lansbury persuadió a Fels, en 1904, a comprar una granja de 100 hectáreas en Laindon, en Essex, que se convirtió en una colonia de trabajo que proporcionaba trabajo regular para los desempleados y desamparados de Poplar. Fels también acordó financiar una colonia mucho más grande en Hollesley Bay en Suffolk, para operar como un esquema del gobierno bajo la Junta de Gobierno Local. Ambos proyectos fueron inicialmente exitosos, pero fueron socavados después de la elección de un gobierno liberal en 1906. El nuevo ministro del gobierno local fue John Burns, un veterano de SDF ahora instalado en el Partido Liberal que se había convertido en un firme opositor del socialismo. Burns fomentó una campaña de propaganda para desacreditar el principio de las colonias de trabajo, que se presentaban como empresas que malgastan dinero y mimaban a holgazanes y holgazanes. Una investigación formal reveló irregularidades en el funcionamiento del plan, aunque exoneró a Lansbury. Mantuvo la confianza de su electorado y fue reelegido fácilmente a la Junta de Guardianes en 1907.
En 1905 Lansbury fue nombrado para una Comisión Real sobre la Ley de los Pobres, que deliberaron durante cuatro años. Lansbury, junto con Beatrice Webb de la Sociedad Fabiana, abogaron por la abolición total de las Leyes de Pobres y su reemplazo por un sistema que incorporaba pensiones de vejez, un salario mínimo y proyectos de obras públicas nacionales y locales. Estas propuestas fueron incorporadas a la conclusión de la Comisión en un informe de minoría firmado por Lansbury y Webb; el informe de la mayoría era, según Postgate, "una mezcolanza de sugerencias mal pensadas ... tan ridículamente inadecuadas que nunca se hicieron intentos para implementarlo". La mayoría de las recomendaciones de la minoría a tiempo se convirtieron en política nacional; las Leyes de Pobres fueron finalmente abolidas por la Ley de Gobierno Local de 1929.

## Prominencia Nacional

### Campaña por el sufragio femenino
En las elecciones generales de enero de 1906, Lansbury se presentó como candidato socialista independiente en Middlesbrough, con una fuerte plataforma de "votos para las mujeres". Esta fue su primera campaña basada en los derechos de las mujeres desde la elección de LCC en 1889. Joseph Fels lo recomendó al distrito electoral, el cual aceptó cubrir sus gastos. La dirección local de ILP se comprometió mediante un pacto electoral para apoyar al candidato liberal y no pudo respaldar a Lansbury, que obtuvo menos del 9 por ciento de los votos. La campaña había sido dirigida por Marion Coates Hansen, una sufragista local prominente. Bajo la influencia de Hansen, Lansbury asumió la causa de los "votos para las mujeres"; se alió con la Unión Social y Política de Mujeres (WSPU), la más militante de las principales organizaciones sufragistas, y se convirtió en una estrecha colaboradora de Emmeline Pankhurst y su familia.

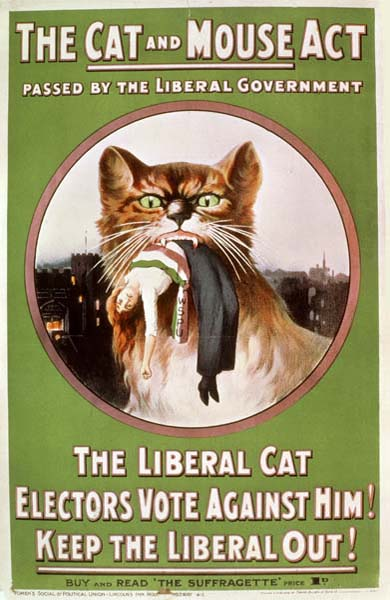
Póster de la WSPU en 1914, denunciando el acto controversial del gobierno liberal, del gato y el ratón.

El gobierno liberal elegido en 1906 con una gran mayoría mostró poco interés en el tema del sufragio femenino; al perder la mayoría parlamentaria en las elecciones generales de enero de 1910, dependieron de los votos de los 40 miembros laboristas. Para consternación de Lansbury, los laboristas no utilizaron esta influencia para promover los votos para las mujeres, sino que dieron al gobierno un apoyo prácticamente incondicional para mantener a los conservadores fuera del poder. Lansbury no había podido ganar las elecciones como candidato laborista en Bow y Bromley en enero de 1910; sin embargo, la continua crisis política que se desarrolló a partir del polémico 1909 "Presupuesto Popular" de David Lloyd George condujo a otra elección general en diciembre de 1910. Lansbury nuevamente luchó contra Bow y Bromley, y esta vez fue exitoso.
Lansbury encontró poco apoyo en su lucha por el sufragio femenino de parte de sus colegas parlamentarios laboristas, a quienes calificó como "un grupo débil y flácido". En el parlamento, denunció al primer ministro, H. H. Asquith, por las crueldades infligidas a los sufragistas encarcelados: "Estás bajo desprecio ... debes ser expulsado de la vida pública". Lansbury fue suspendido temporalmente de la Cámara por "conducta desordenada". En octubre de 1912, consciente de la brecha infranqueable entre su propia posición y la de sus colegas laboristas, Lansbury renunció a su puesto para luchar en las elecciones parciales en Bow y Bromley sobre el tema específico del sufragio femenino. Perdió ante su oponente conservador, que hizo campaña con el lema "No Petticoat Government". Comentando sobre el resultado, el diputado laborista Will Thorne opinó que no se podría ganar ningún distrito electoral en la única cuestión de los votos para las mujeres.
Fuera del parlamento, el 26 de abril de 1913, Lansbury dirigió una manifestación de WSPU en el Albert Hall y defendió abiertamente los métodos violentos: "Que ardan y destruyan propiedades y hagan lo que quieran, y por cada líder que se los lleve, dejen una docena de pasos. adelante en su lugar ". Por esto, Lansbury fue acusado de incitación, condenado y, después de la desestimación de una apelación, condenado a tres meses de prisión. Inmediatamente se declaró en huelga de hambre y fue liberado después de cuatro días; aunque era probable que volviera a re arrestar debido a que actuó bajo la llamada "Ley del gato y el ratón", este fue liberado en su totalidad. En el otoño de 1913, por invitación de Fels, Lansbury y su esposa viajaron a América y Canadá para unas vacaciones extendidas. A su regreso, dedicó sus principales esfuerzos al periódico recientemente fundado, el Daily Herald.

### Guerra,Daily Heraldy el Bolcheviquismo

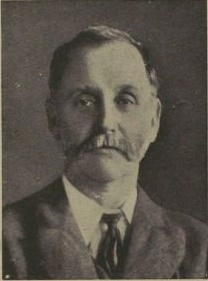
Lansbury en 1920

The Daily Herald comenzó como un boletín temporal durante la huelga de impresores de Londres de 1910-11. Después del término de la huelga, Lansbury y otros, recaudaron fondos suficientes para que el Herald se relanzara en abril de 1912 como un periódico socialista. El periódico atrajo contribuciones de distinguidos escritores como HG Wells, Hilaire Belloc, GK Chesterton y George Bernard Shaw, algunos de los cuales, Blythe señala, "no eran en absoluto socialistas sino que simplemente usaron (el periódico) como una plataforma para su saber personal literario sobre anarquía."  Lansbury contribuyó regularmente en apoyo de diversas causas, en particular la campaña de sufragio militante, y a principios de 1914 asumió la dirección editorial del periódico.

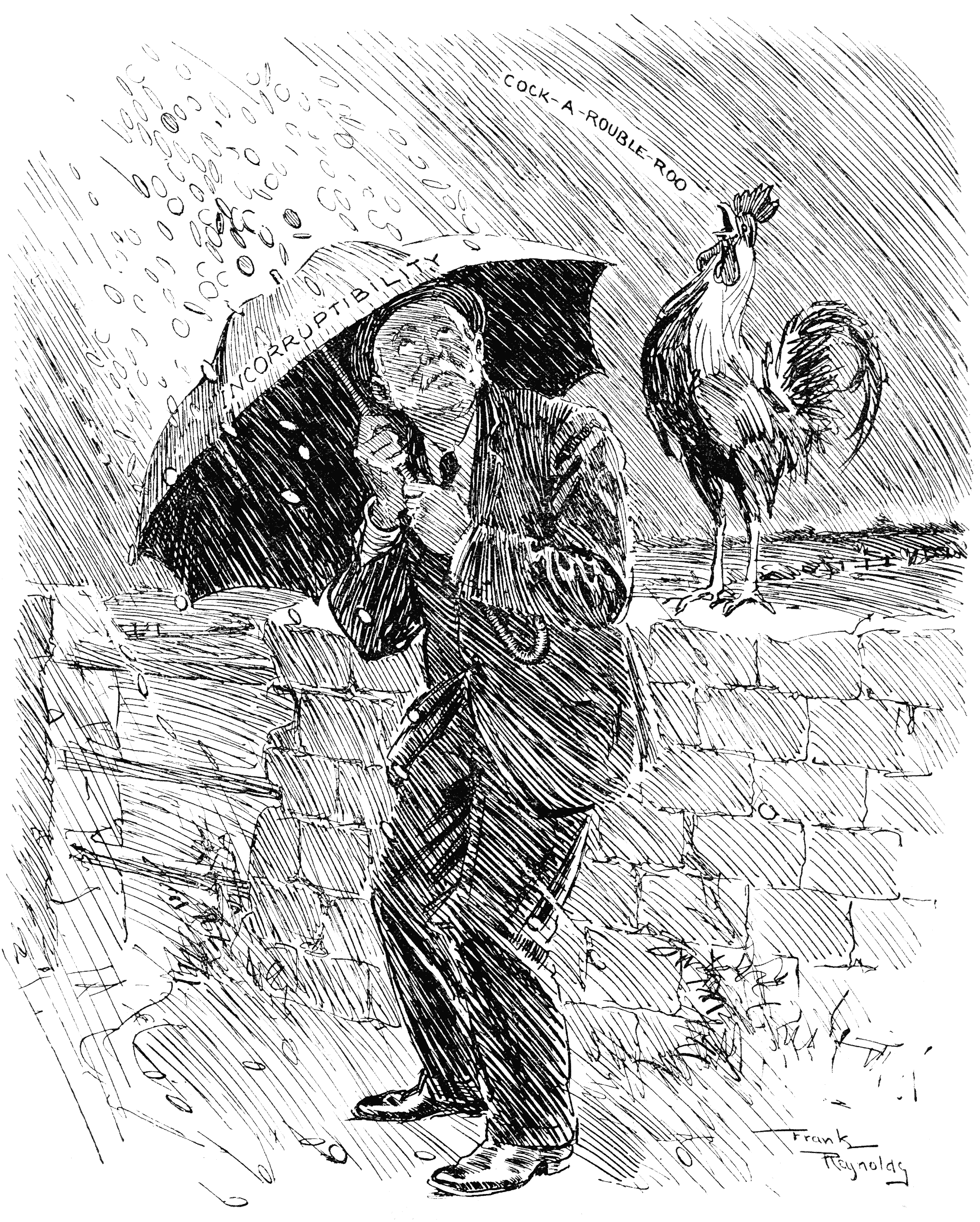
Una caricatura de Punch del 22 de septiembre de 1920, burlándose de las negaciones de Lansbury de los fondos bolcheviques para el Daily Herald

Antes del estallido de la Primera Guerra Mundial en agosto de 1914, el Herald tomó una fuerte línea contra la guerra. Dirigiéndose a una gran manifestación en Trafalgar Square el 2 de agosto de 1914, Lansbury culpó al conflicto inminente del capitalismo: "Los trabajadores de todos los países no se pelean. Son ... explotados en tiempos de paz y enviados a masacrar en tiempos de guerra." La posición de Lansbury estaba en desacuerdo con la de la mayor parte del movimiento laborista, que se alió con los gobiernos de la coalición en tiempos de guerra de Asquith y, desde 1916, con Lloyd George. Con el estado de ánimo reinante, muchos lectores esperaban que el Herald -reducido por las economías de la guerra a un formato semanal- presentara una perspectiva equilibrada de las noticias, no contaminada por la fiebre de la guerra y el chovinismo. Durante el invierno de 1914-15, Lansbury visitó las trincheras del frente occidental. Envió cuentas oculares al periódico, que apoyó los llamados a una paz negociada con Alemania junto con la "nota de paz" del presidente Woodrow Wilson en enero de 1917. El periódico también dio una cobertura comprensiva a los objetores de conciencia y a los nacionalistas irlandeses e indios .
Lansbury utilizó las páginas del Daily Herald para dar la bienvenida a la revolución de febrero de 1917 en Rusia como "una nueva estrella de esperanza ... surgida en Europa". En una manifestación en el Albert Hall el 18 de marzo de 1918, saludó el espíritu y el entusiasmo de "este movimiento ruso" e instó a su audiencia a "estar listos para morir, si es necesario, por nuestra fe". Al término de la guerra en noviembre de 1918, Lloyd George convocó elecciones generales inmediatas, calculando correctamente que la euforia de la victoria mantendría a su coalición en el poder. En este clima triunfalista, los candidatos como Lansbury que se habían opuesto a la guerra se encontraron impopulares, y no pudo retomar su asiento en Bow y Bromley.
El Herald resurgió como periódico diario en marzo de 1919. Bajo la dirección de Lansbury, mantuvo una campaña fuerte y finalmente exitosa contra la intervención británica en la Guerra Civil Rusa. En febrero de 1920, Lansbury viajó a Rusia donde conoció a Lenin y otros líderes bolcheviques. Publicó una cuenta: Lo que vi en Rusia, pero el impacto de la visita se vio eclipsado por las acusaciones que el Herald estaba siendo financiado por fuentes bolcheviques, un cargo negado vehementemente por Lansbury: "No hemos recibido dinero bolchevique, ni bolchevique, no hay vínculos bolcheviques ". Desconocido para Lansbury, las acusaciones tenían algo de verdad que, cuando se exponía, le causaba considerable vergüenza a él y al periódico. En 1922, los problemas financieros del Herald se habían convertido en tales que ya no podían continuar como una empresa privada financiada con donaciones. Lansbury renunció a la dirección e hizo el papel ante el Partido Laborista y el Congreso de Sindicatos (TUC), aunque siguió escribiendo para él y se mantuvo como director general titular hasta el 3 de enero de 1925.

### "Poplarismo": la revuelta de 1921

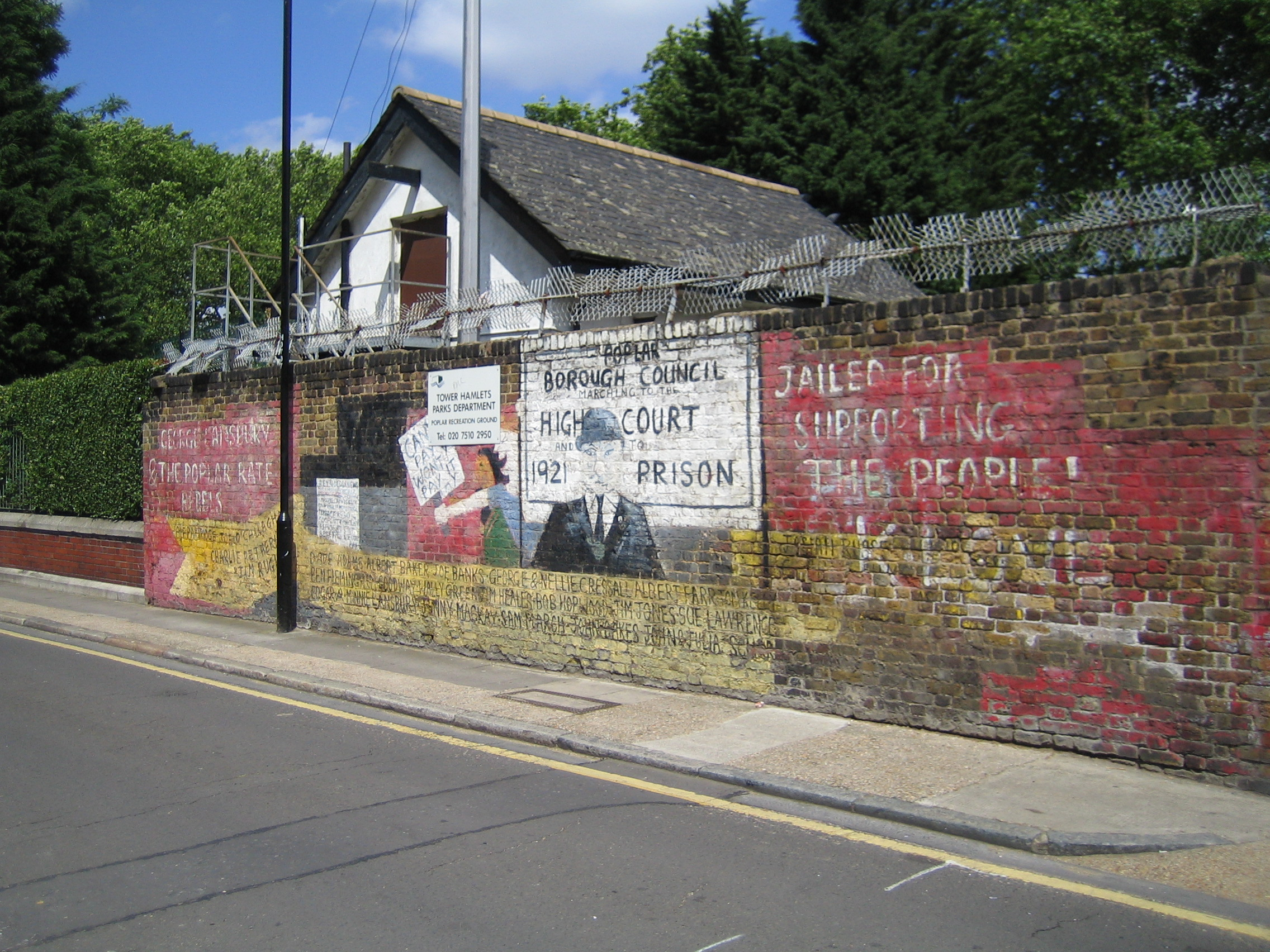
El mural "Rates Rebellion Mural" en Poplar, conmemora la revuelta de las tasas de 1921.

A lo largo de sus campañas nacionales, Lansbury permaneció como concejal de Poplar y guardián de la Ley Pobre, y entre 1910 y 1913 cumplió un mandato de tres años como concejal del condado de Londres. En 1919 se convirtió en el primer alcalde laborista de Poplar. Bajo el sistema financiero que existía entonces para el gobierno local, los municipios eran individualmente responsables del alivio de la pobreza dentro de sus límites. Esto discriminó fuertemente a los consejos más pobres como Poplar, donde los ingresos por las tarifas eran bajos y la pobreza y el desempleo, siempre severos, se exacerbaron en tiempos de recesión económica. Bajo este sistema, Postgate argumenta, "los ricos distritos del West End estaban evadiendo la responsabilidad, como si los desolados y silenciosos muelles fueran el resultado de un fracaso del Consejo Municipal de Poplar". Además de cubrir los costos de sus propias obligaciones, el consejo debía imponer preceptos para pagar los servicios proporcionados por organismos como el Consejo del Condado de Londres y la Policía Metropolitana. Lansbury había argumentado durante mucho tiempo que era necesario un cierto grado de nivelación de tasas en todo Londres para compartir los costos de manera más justa.
En una reunión del 22 de marzo de 1921, el Consejo del Álamo resolvió no aplicar sus preceptos y aplicar estos ingresos a los costos del socorro local de los pobres. Esta acción ilegal creó sensación y llevó a un proceso legal contra el consejo. El 29 de julio, los treinta concejales involucrados marcharon en procesión desde Bow hasta el Tribunal Superior, encabezados por una banda de música. Informados por el juez que aplicarían los preceptos, los concejales continuaron con su decisión por lo que a principios de septiembre, Lansbury y 29 compañeros concejales fueron encarcelados por desacato al tribunal. Entre los condenados estaban su hijo Edgar y la esposa de Edgar, Minnie.
El desafío de los concejales de Poplar generó gran interés y simpatía, y la publicidad avergonzó al gobierno. Varios otros consejos controlados por los trabajadores (incluido Stepney, cuyo alcalde era el futuro líder laborista Clement Attlee) amenazaron con políticas similares. Después de seis semanas de encarcelamiento, los concejales fueron liberados y se convocó una conferencia gubernamental para resolver el asunto. Esta conferencia trajo una victoria personal significativa para Lansbury: la aprobación de la Ley de Autoridades Locales (Disposiciones Financieras), que igualaba la carga de alivio pobre en todos los distritos de Londres. Como resultado, las tarifas en Poplar disminuyeron en un tercio, y el condado ganó ingresos adicionales de £ 400,000. Lansbury fue aclamado como un héroe; en las elecciones generales de 1922, ganó el escaño parlamentario de Bow y Bromley con una mayoría de casi 7.000, y lo detentaría por el resto de su vida. El término "Poplarismo", siempre identificado estrechamente con Lansbury, se convirtió en parte del léxico político, aplicado generalmente a campañas donde el gobierno local se oponía al gobierno central en nombre de los pobres y los menos privilegiados de la sociedad.

## Parlamento y oficina nacional

### Diputado laboral
| "Hace unos siglos, un rey que se enfrentó a la gente común de ese día perdió la cabeza, realmente lo perdió ... Desde ese día, los reyes y las reinas habían sido lo que deberían ser si los tuvieran. Nunca han interferido con la vida cotidiana. la política y George V harían bien en mantener su dedo fuera del pastel ahora ".—(La advertencia de Lansbury al Rey poco antes de que el primer gobierno laborista tomó posesión en enero de 1924. |

En mayo de 1923, el primer ministro conservador, Bonar Law, renunció por razones de salud. En diciembre, su sucesor, Stanley Baldwin, convocó a otra elección en la que los conservadores perdieron la mayoría, con el laborista en un fuerte segundo lugar. El rey Jorge V aconsejó a Baldwin, como líder del partido más grande, que no renunciara a su cargo hasta que fuera derrotado por una votación en la Cámara de los Comunes. La derrota ocurrió el 21 de enero de 1924, cuando los liberales decidieron unirse a los laboristas. Luego, el rey le pidió al líder laborista, Ramsay MacDonald, que formara un gobierno. Lansbury causó una ofensa real al implicar públicamente que el rey se había confabulado con otras partes para mantener al laborismo fuera, y por sus referencias al destino de Carlos I. A pesar de su antigüedad, a Lansbury solo se le ofreció un puesto no perteneciente al gabinete en el nuevo gobierno, que él rechazó. Él creía que su exclusión del gabinete seguía la presión del rey. En la conferencia del Partido Laborista de 1923, mientras se declaraba republicano, Lansbury se opuso a dos mociones pidiendo la abolición de la monarquía, considerando el tema como una "distracción". La revolución social, dijo, algún día eliminaría la monarquía.

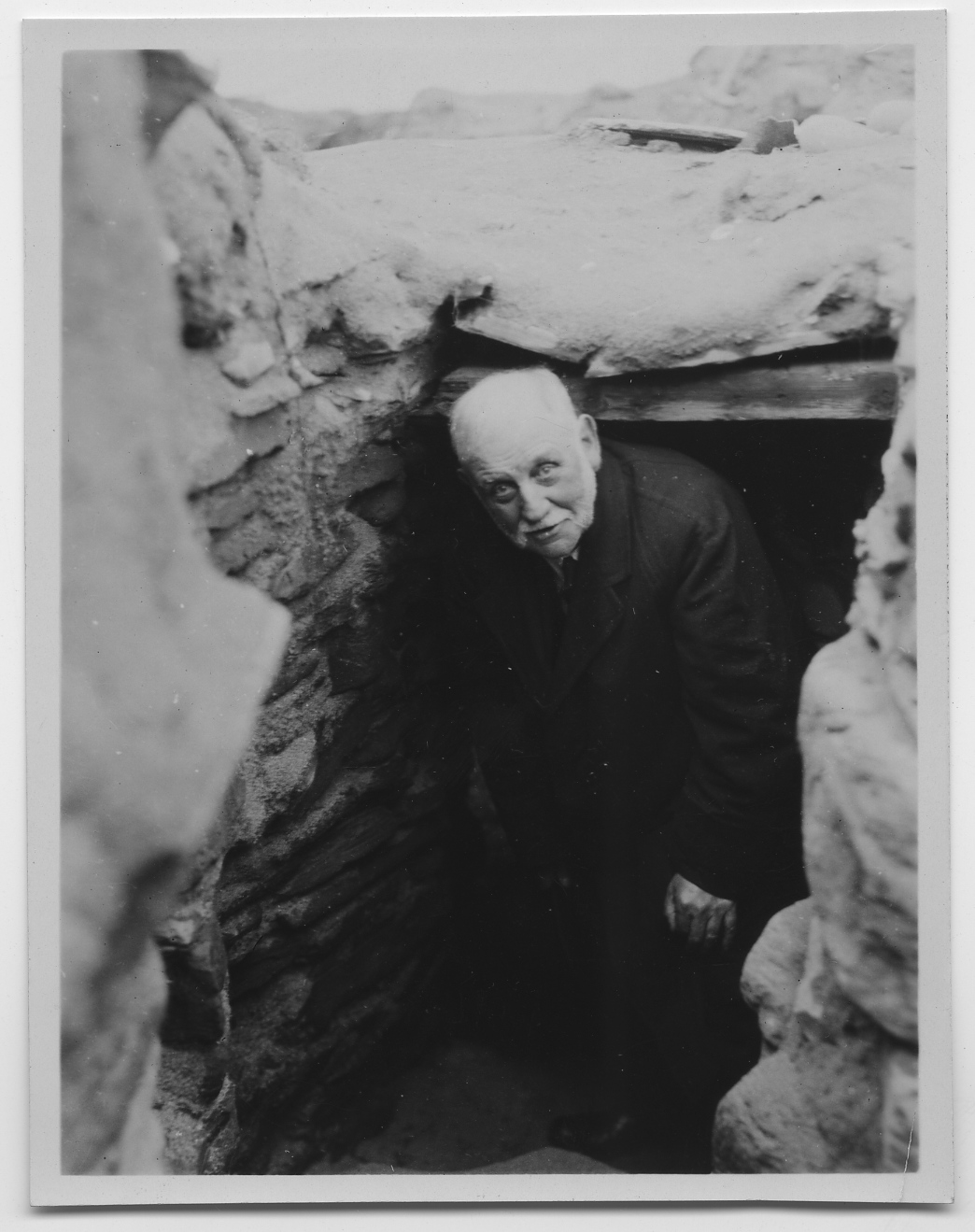
Inspeccionando la aldea neolítica de Skara Brae, Orkneys, cuando fue Primer Comisionado en la Oficina de Obras en 1929

Lansbury continuó sus campañas privadas en el parlamento y dijo: "Pretendo en cada ocasión ... obstaculizar el progreso de los negocios". En abril de 1926, él y otros 12 diputados de la oposición impidieron un voto en la Cámara de los Comunes al obstruir los lobbies de votación; fueron suspendidos temporalmente por el Presidente de la Cámara de los Comunes. Durante frecuentes enfrentamientos en la Cámara con Neville Chamberlain, el ministro de Salud responsable de la administración y reforma de la Ley de Pobres, Lansbury se refirió al "Ministerio de la Muerte", y llamó al ministro un "Napoleón pinchbeck". Sin embargo, dentro del propio Partido Laborista, el estatus y la popularidad de Lansbury lo llevaron a su elección como presidente del partido en 1927-28. Lansbury también se convirtió en presidente de la Liga Internacional contra el Imperialismo, donde entre sus miembros ejecutivos se encontraban Jawaharlal Nehru, Mme. Sun Yat-sen y Albert Einstein. En 1928, a falta de dinero tras el fracaso de la empresa familiar, Lansbury publicó su autobiografía, My Life, por la que recibió lo que denominó "un cheque bastante generoso" de los editores, Constable & Co.

### Ministro del gabinete, 1929–31

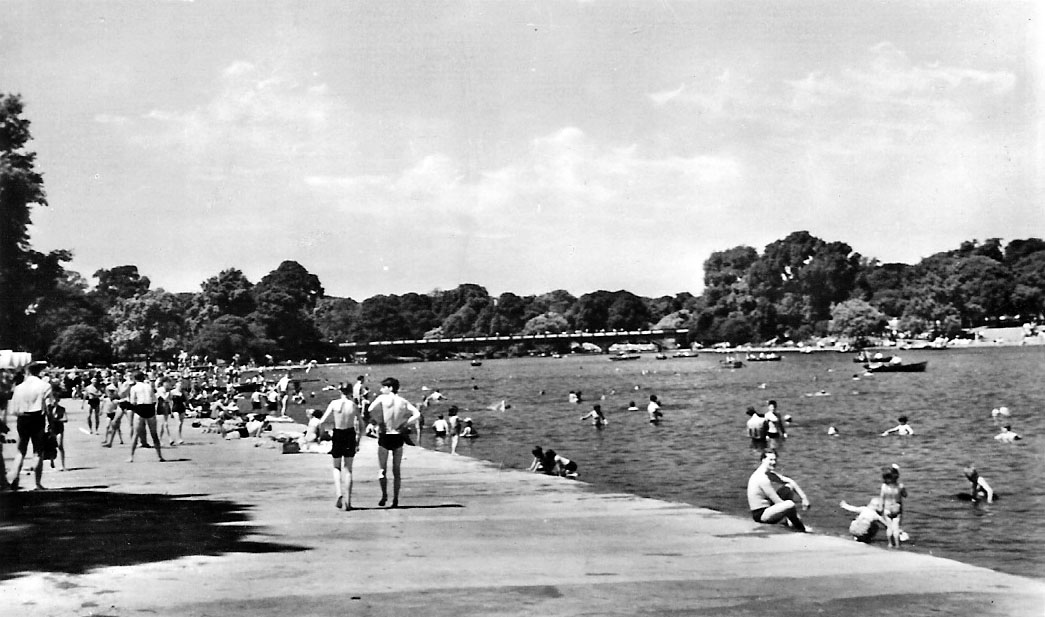
El Hyde Park Lido, uno de los últimos resultados del breve mandato de Lansbury en la oficina nacional

En las elecciones generales de 1929, los laboristas se convirtieron en el partido más grande, con 287 escaños, pero sin una mayoría general. Una vez más, MacDonald formó un gobierno dependiente del apoyo liberal. Lansbury se unió al nuevo gabinete como Primer Comisionado de Obras, con responsabilidades en edificios y monumentos históricos y en los parques reales. Esta posición fue ampliamente considerada como una sinecura;  sin embargo, Lansbury demostró ser un ministro activo que hizo mucho para mejorar las instalaciones públicas de recreación. Su logro más notable fue el Lido en el Lago Serpentine en Hyde Park; según el historiador A. J. P. Taylor "lo único que mantiene viva la memoria del segundo gobierno laborista". Una placa conmemorativa circular a Lansbury se puede ver en la pared exterior del Lido Bar and Cafe. Los deberes de Lansbury lo pusieron en contacto frecuente con el Rey, quien como Ranger de los parques reales insistió en consultas regulares. Contrariamente a las expectativas de algunos, los dos formaron una relación cordial.

Los años del segundo gobierno de MacDonald estuvieron dominados por la depresión económica que siguió al colapso de Wall Street en octubre de 1929. Lansbury fue nombrado miembro de un comité, presidido por J.H. Thomas e incluso el joven Oswald Mosley, encargado de encontrar una solución al desempleo. Mosley produjo un memorándum que pedía un programa a gran escala de obras públicas; esto fue rechazado por el Canciller de la Hacienda, Philip Snowden, por razones de costo. A fines de julio de 1931, el Comité de mayo, designado en febrero para investigar los gastos del gobierno, prescribió fuertes recortes, incluida una reducción masiva del subsidio de desempleo.

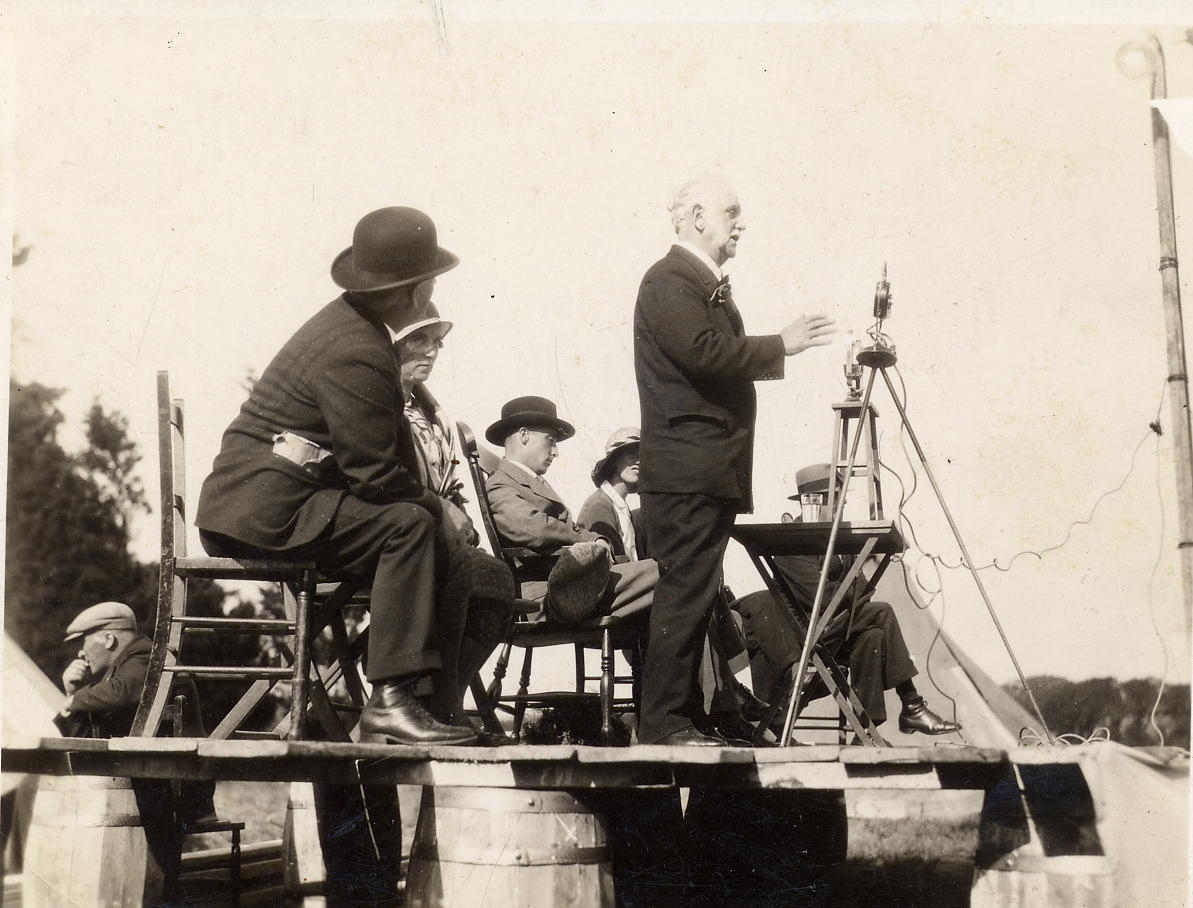
Realizando un discurso en 1935

Durante agosto, en una atmósfera de pánico financiero y una carrera en la libra, el gobierno debatió el informe. MacDonald y Snowden estaban preparados para implementarlo, pero Lansbury y otros nueve ministros del gabinete rechazaron el recorte en el beneficio de desempleo. Así dividido, el gobierno no pudo continuar; MacDonald, sin embargo, no renunció como primer ministro. Después de las discusiones con los líderes de la oposición y el rey, formó una coalición nacional de todos los partidos, con un "mandato médico" para enfrentar la crisis económica. La gran mayoría de los parlamentarios laboristas, incluido Lansbury, se opusieron a esta acción; MacDonald y los pocos que lo siguieron fueron expulsados del partido, y Arthur Henderson se convirtió en líder. Sin embargo, la medida de MacDonald fue muy bien recibida en el país, y en las elecciones generales celebradas en octubre de 1931 el gobierno nacional fue devuelto con una enorme mayoría. El trabajo se redujo a 46 miembros; Lansbury fue el único miembro experimentado del liderazgo laborista que retuvo su puesto.

## Líder de partido
Aunque fue derrotado en las elecciones, Henderson siguió siendo líder del partido, mientras que Lansbury encabezó el grupo Laborista en el parlamento por parte del Partido Laborista Parlamentario (PLP). En octubre de 1932, Henderson renunció y Lansbury lo sucedió. En la mayoría de los cálculos de los historiadores, Lansbury dirigió su pequeña fuerza parlamentaria con habilidad y talento. Él también era, dice Shepherd, una inspiración para los desalentados miembros del rango Laborista. Como líder, comenzó el proceso de reformar la organización y la maquinaria del partido, esfuerzos que resultaron en considerables elecciones parciales y éxitos electorales municipales, incluido el control de la LCC bajo Herbert Morrison en 1934. Según Blythe, Lansbury "representó la esperanza política y la decencia para los tres millones de desempleados ". Durante este período, Lansbury publicó su credo político, My England (1934), que preveía un futuro estado socialista logrado mediante una mezcla de métodos revolucionarios y revolucionarios.
| Creo que la fuerza nunca tuvo y nunca traerá paz permanente y buena voluntad en el mundo ... Dios tiene la intención de que vivamos pacíficamente y en silencio el uno con el otro. Si algunas personas no nos permiten hacerlo, estoy listo para ponerme de pie como lo hicieron los primeros cristianos, y digo, esta es nuestra fe, aquí es donde estamos parados, y, si es necesario, aquí es donde moriremos.—(Del discurso de Lansbury a la conferencia del Partido del Trabajo en 1935) |

El pequeño grupo laboral en el parlamento tuvo poca influencia sobre la política económica; El mandato de Lansbury como líder estuvo dominado por los asuntos exteriores y el desarme, y por los desacuerdos políticos dentro del movimiento laborista. La posición oficial del partido se basaba en la seguridad colectiva a través de la Liga de las Naciones y en el desarme multilateral. Lansbury, con el apoyo de muchos en el PLP, adoptó una posición de pacifismo cristiano, desarme unilateral y el desmantelamiento del Imperio británico. Bajo su influencia, la conferencia del partido de 1933 aprobó resoluciones que pedían el "desarme total de todas las naciones" y se comprometió a no participar en la guerra. El pacifismo se volvió temporalmente popular en el país; el 9 de febrero de 1933, la Unión de Oxford votó por 275 a 153 que "en ninguna circunstancia lucharía por su rey y su país", y las elecciones parciales de Fulham East en octubre de 1933 fueron ganadas fácilmente por un candidato laborista comprometido con el desarme completo. Lansbury envió un mensaje al electorado en su posición de Líder Laboral: "Cerraría todas las estaciones de reclutamiento, disolvería el ejército y desarmaría la Fuerza Aérea. Aboliría todo el espantoso equipo de guerra y le diría al mundo: " Haz lo peor ". Octubre de 1934 vio el surgimiento de la Unión de Promesas de Paz; la Boleta de la Paz de 1934-35, un referéndum público no oficial, produjo mayorías masivas contra la guerra. Mientras tanto, Adolf Hitler había llegado al poder en Alemania y se había retirado de la Conferencia Internacional de Desarme en Ginebra. Blythe observa que los ruidosos flirteos de Gran Bretaña con el pacifismo "ahogaban los sonidos de los astilleros alemanes", mientras comenzaba el rearme alemán.
A medida que el fascismo y el militarismo avanzaban en Europa, la postura pacifista de Lansbury generó críticas por parte de los miembros de la unión sindical de su partido, que controlaban la mayoría de los votos de la conferencia del partido. Walter Citrine, secretario general del TUC, comentó que Lansbury "piensa que el país no debería tener defensa de ningún tipo ... ciertamente no es nuestra política". La conferencia anual del partido de 1935 tuvo lugar en Brighton durante octubre, bajo la sombra de la inminente invasión de Abisinia por parte de Italia. El ejecutivo nacional había presentado una resolución pidiendo sanciones contra Italia, a lo que Lansbury se opuso como una forma de guerra económica. Su discurso -una exposición apasionada de los principios del pacifismo cristiano- fue bien recibido por los delegados, pero inmediatamente después su posición fue destruida por Ernest Bevin, el líder del Sindicato de Transporte y Trabajadores Generales. Bevin atacó a Lansbury por poner sus creencias privadas ante una política, acordada por todas las principales instituciones del partido, para oponerse a la agresión fascista, y lo acusó de "pregonar su conciencia de cuerpo a cuerpo pidiendo que le digan qué hacer con eso". El apoyo de la Unión aseguró que la resolución de sanciones fue aprobada por una gran mayoría; Lansbury, al darse cuenta de que un pacifista cristiano ya no podía dirigir el partido, dimitió unos días después.

## Últimos años
| (Hitler) parecía libre de ambiciones personales ... no estaba avergonzado de su humilde comienzo en la vida ... vivía en el campo en lugar de la ciudad ... era un soltero al que le gustaban los niños y los ancianos ... y era obviamente solitario. Deseé poder haber ido a Berchtesgaden y haberme quedado con él por un tiempo. Sentí que el cristianismo en su más puro sentido podría haber tenido una oportunidad con él.—(Impresiones de Lansbury después de conocer a Adolfo Hitler en abril de 1937) |

Lansbury tenía 76 años cuando renunció al liderazgo laborista; sin embargo, no se retiró de la vida pública. En las elecciones generales de noviembre de 1935 mantuvo su asiento en Bow y Bromley; Los laboristas, ahora dirigidos por Attlee, mejoraron su representación parlamentaria en 154. Lansbury se dedicó por completo a la causa de la paz mundial, una búsqueda que lo llevó, en 1936, a los Estados Unidos. Se dirigió a grandes multitudes en 27 ciudades antes de reunirse con el presidente Roosevelt en Washington para presentar sus propuestas para una conferencia mundial de paz. En 1937 realizó una gira por Europa, visitando líderes en Bélgica, Francia y Escandinavia, y en abril aseguró una reunión privada con Hitler. No se emitió ningún informe oficial de la discusión, pero el memorando personal de Lansbury indica que Hitler expresó su voluntad de unirse a una conferencia mundial si Roosevelt lo convocava. Más tarde ese año Lansbury se encontró con Mussolini en Roma; describió al líder italiano como "una mezcla de Lloyd George, Stanley Baldwin y Winston Churchill".  Lansbury escribió varios relatos de sus viajes de paz, especialmente Mi Búsqueda de la Paz (1938). Sus impresiones suaves y optimistas de los dictadores europeos fueron ampliamente criticadas como ingenuas y fuera de contacto; algunos pacifistas británicos se consternaron en la reunión de Lansbury con Hitler, mientras que el Daily Worker lo acusó de desviar la atención de las realidades agresivas de las políticas fascistas. Lansbury continuó reuniéndose con líderes europeos durante 1938 y 1939, y fue nominado, sin éxito, para el Premio Nobel de la Paz de 1940.

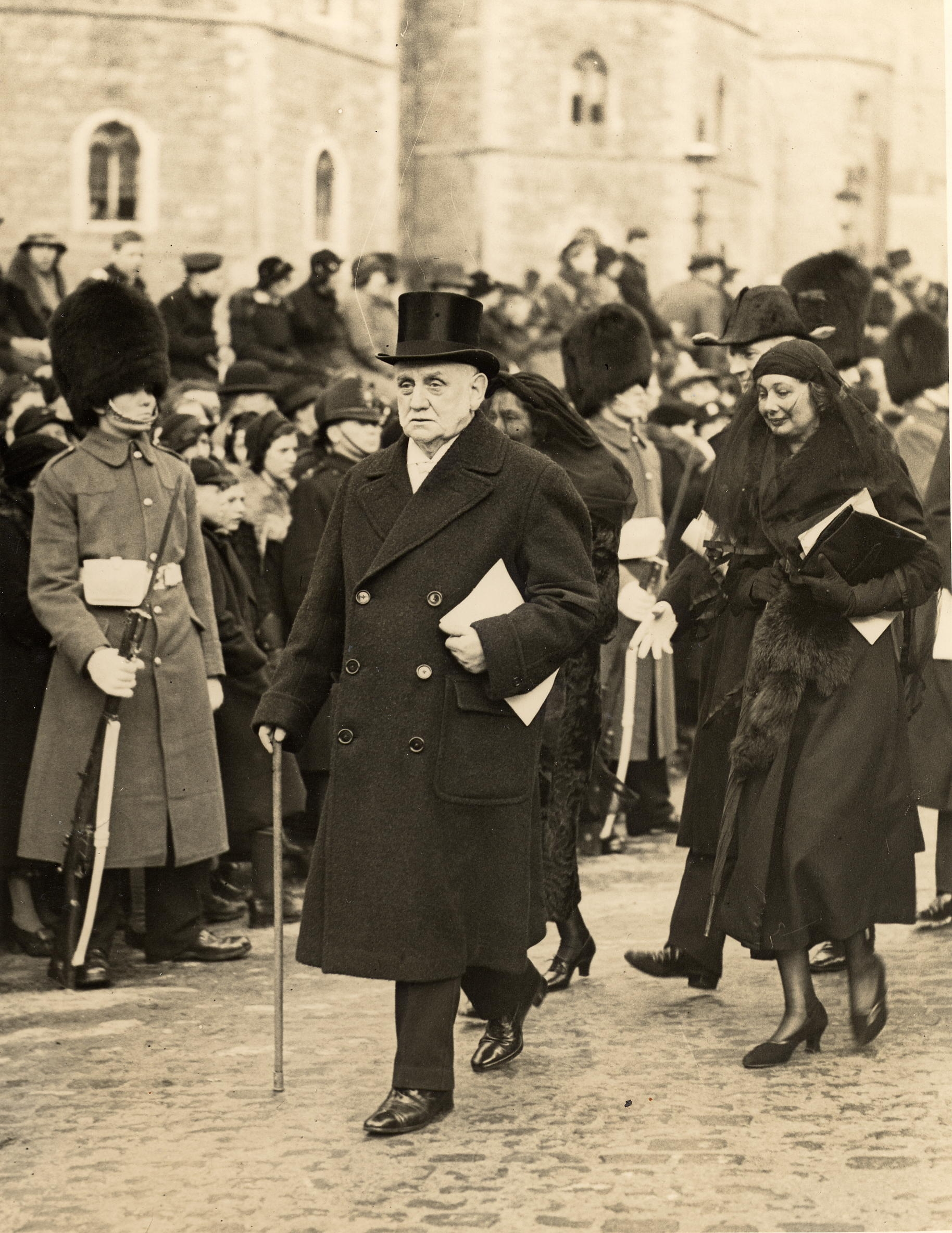
Durante el funeral de George V, 1936

En casa, Lansbury sirvió un segundo término como Alcalde de Poplar, en 1936-37. Argumentó en contra de la confrontación directa con los camisas negras de Mosley durante las manifestaciones de octubre de 1936 conocidas como la Batalla de Cable Street. En octubre de 1937 se convirtió en presidente de la Peace Pledge Union,  y un año más tarde acogió el Acuerdo de Múnich como un paso hacia la paz. Durante este período trabajó en nombre de refugiados de la Alemania nazi, y fue presidente del Fondo de Refugiados Polaco que proporcionó ayuda a los niños judíos desplazados.  El 3 de septiembre de 1939, después del anuncio de guerra de Neville Chamberlain con Alemania, Lansbury se dirigió a la Cámara de los Comunes. Al observar que la causa a la que había dedicado su vida se estaba arruinando, agregó: "Espero que de esta terrible calamidad surja un espíritu que obligue a las personas a abandonar la dependencia de la fuerza".
A principios de 1940, la salud de Lansbury comenzó a deteriorarse; sin saberlo, sufría de cáncer de estómago. En un artículo publicado en la revista socialista Tribune, publicado el 25 de abril de 1940, hizo una declaración final de su pacifismo cristiano: "Me aferro a la verdad de que este mundo es lo suficientemente grande para todos, que todos somos hermanos, hijos de un padre ". Lansbury murió el 7 de mayo de 1940, en el Manor House Hospital en Golders Green. Su entierro fue en la iglesia de St Mary, Bow, seguido por la cremación en el Crematorio Ilford, antes de un servicio conmemorativo en la Abadía de Westminster. Sus cenizas se dispersaron en el mar, de acuerdo con el deseo expresado en su voluntad: "Deseo esto porque aunque amo a Inglaterra muy cariñosamente ... soy un internacionalista convencido".

## Tributos y legado
La mayoría de las evaluaciones históricas de Lansbury han tendido a enfatizar su carácter y principios más que su efectividad como líder político del partido. Su biógrafo Jonathan Schneer escribe:
Lansbury fue un político talentoso, orador y organizador. Lo que lo hizo notable fue la terquedad con la que se aferró a sus principios ... (Él) se convirtió en una de las figuras más queridas y respetadas del movimiento obrero. El legado de Lansbury ha sido la insistencia adamantina entre un elemento dentro del Partido Laborista, que Gran Bretaña debe representar principios morales, Gran Bretaña debe establecerse al mundo como un ejemplo moral. Concretamente, esto ha significado exigir la abolición total del capitalismo y el desarme unilateral, políticas que los líderes del Partido Laborista solían considerar utópicas o peores.

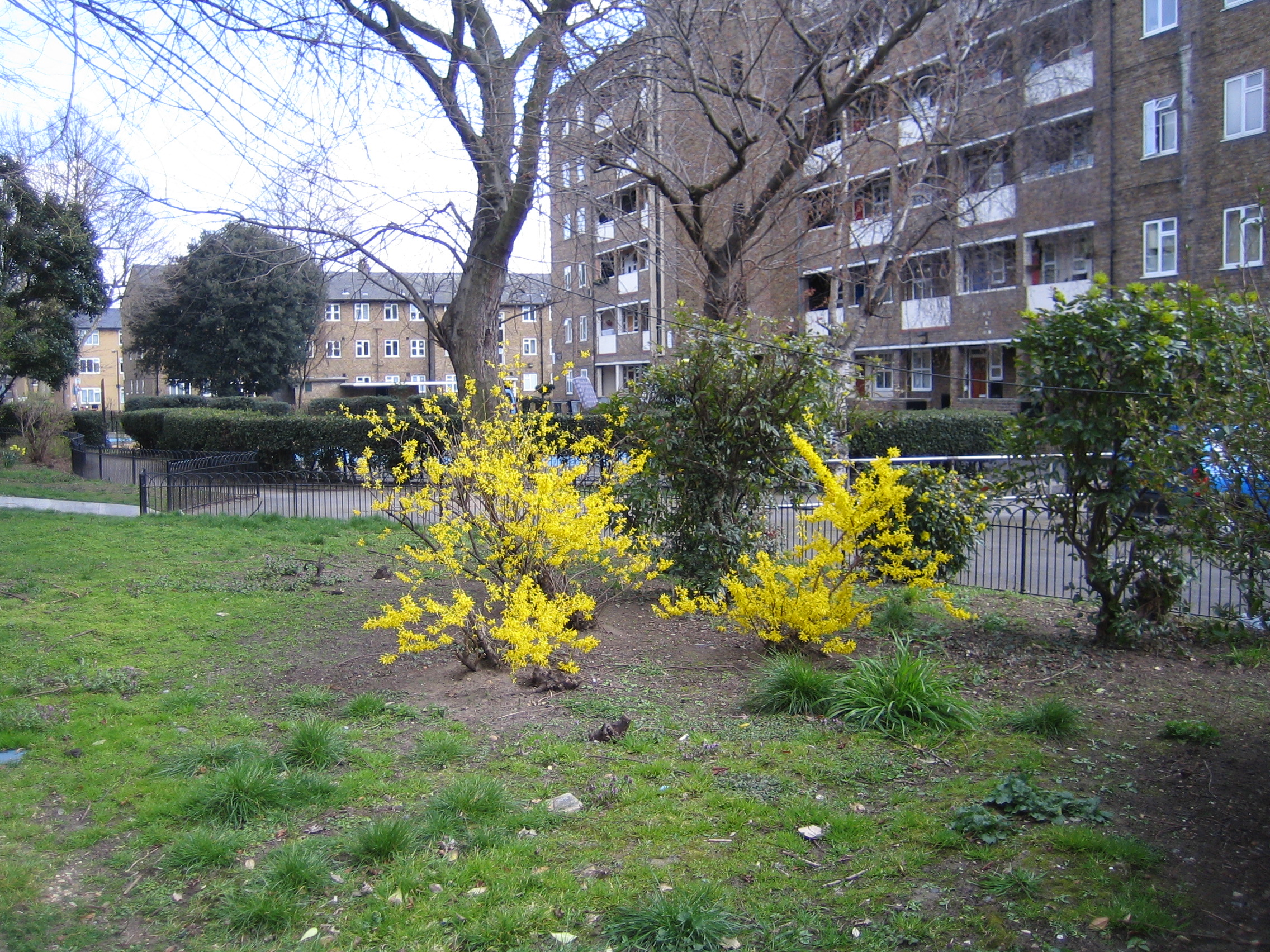
El Estado Lansbury, Poplar

El historiador A.J.P. Taylor calificó a Lansbury como "la figura más adorable de la política moderna" y la figura sobresaliente de la izquierda revolucionaria inglesa en el siglo XX, mientras que Kenneth O. Morgan, en su biografía de un líder laborista posterior, Michael Foot, considera a Lansbury como "un agitador de la protesta, no un político del poder ". Los periodistas comúnmente acusaron a Lansbury de sentimentalismo, y los intelectuales del partido lo acusaron de carecer de capacidad mental. Sin embargo, sus discursos en la Cámara de los Comunes a menudo estaban condimentados con alusiones históricas y literarias, y dejó una considerable cantidad de escritos sobre ideas socialistas; Morgan se refiere a él como un "profeta". Foot, quien de joven se encontró y fue influenciado por Lansbury, quedó particularmente impresionado por los logros del hombre mayor al establecer el Daily Herald, dada su completa falta de entrenamiento periodístico. Sin embargo, Foot sintió que el pacifismo de Lansbury no era realista, y creyó que la demolición de Bevin en la conferencia de 1935 estaba justificada.
Existe un gran acuerdo entre los historiadores y analistas de que Lansbury nunca fue egoísta y, guiado por sus principios socialistas cristianos, fue consecuente en sus esfuerzos en favor de los más pobres de la sociedad. Shepherd cree que "no pudo haber habido un mejor líder para el Partido Laborista en el colapso de su fortuna política en 1931 que Lansbury, una opción universalmente popular y una fuente de inspiración entre los rangos laboristas". En la Cámara de los Comunes el 8 de mayo de 1940, al día siguiente de la muerte de Lansbury, Chamberlain dijo de él: "No había muchos miembros honrados que estuvieran convencidos de la viabilidad de los métodos que defendía para la preservación de la paz, pero había nadie que no se diera cuenta de su intensa convicción, que surgió de su profundo humanitarismo ". Attlee también rindió homenaje a su antiguo líder: "Odiaba la crueldad, la injusticia y los errores, y sintió profundamente por todos los que sufrieron ...  alguna vez fue el campeón de los débiles, y ... hasta el final de su vida él luchó lo que creía ".
Después de la Segunda Guerra Mundial, un vitral diseñado por el artista belga Eugeen Yoors se colocó en el centro comunitario Kingsley Hall en Bow, como un monumento a Lansbury. Su memoria se sustenta aún más en calles y desarrollos habitacionales que llevan su nombre, sobre todo el Lansbury Estate en Poplar, terminado en 1951. Otro memorial conmemorativo según Attlee, es hasta qué punto las políticas sociales entonces revolucionarias que Lansbury comenzó a defender antes de principios del siglo XX se había convertido en una doctrina dominante aceptada poco más de una década después de su muerte.

## Vida personal
Lansbury contrajo nupcias con Elizabeth Jane (Bessie) Brine el 22 de mayo de 1880 en Whitechapel, Londres. Durante la mayor parte de su vida matrimonial, George y Bessie Lansbury vivieron en Bow, originalmente en St Stephen's Road y, desde 1916, en 39 Bow Road, una casa que, según Shepherd, se convirtió en "un refugio político" para aquellos que requerirían asistencia de cualquier tipo. Bessie murió en 1933, después de 53 años de un matrimonio que había producido 12 niños entre 1881 y 1905. De los 10 que sobrevivieron hasta la edad adulta, Edgar siguió a su padre al activismo político local como concejal de Poplar en 1912, sirviendo como alcalde del distrito en 1924-25. Durante un tiempo fue miembro del Partido Comunista de Gran Bretaña (CPGB). Después de la muerte de su primera esposa Minnie en 1922, Edgar se casó con Moyna Macgill, una actriz de Belfast; su hija Dame Angela Lansbury, nacida en 1925, se convirtió en una famosa actriz de teatro y pantalla. La hija menor de George Lansbury, Violet (1900-71) fue un miembro activo del CPGB en la década de 1920, que vivió y trabajó en Moscú durante muchos años. Se casó con Clemens Palme Dutt, el hermano del destacado intelectual marxista Rajani Palme Dutt.
Otra hija, Dorothy (1890-1973), fue una activista por los derechos de las mujeres y más tarde activista de los derechos de anticoncepción y aborto. Se casó con Ernest Thurtle, el diputado laborista de Shoreditch,  ella misma fue miembro del consejo de Shoreditch, sirviendo como alcalde en 1936. Ella y su esposo fundaron el Grupo de control de la natalidad de los trabajadores en 1924. Su hermana menor Daisy (1892-1971) sirvió como la secretaria de George Lansbury por 20 años. En 1913 ayudó a Sylvia Pankhurst a evadir la captura policial disfrazándose como Pankhurst. Estaba casada con Raymond Postgate, el escritor e historiador de izquierdas, que fue el primer biógrafo de Lansbury y fundador de The Good Food Guide.  Su hijo, Oliver Postgate, fue un exitoso escritor, animador y productor de televisión para niños.
La casa de Lansbury en 39 Bow Road fue destruida por los bombardeos durante el London Blitz de 1940-41. Hay una pequeña piedra conmemorativa dedicada a Lansbury frente al edificio actual, apropiadamente llamado George Lansbury House, que a su vez lleva una placa conmemorativa. También hay un monumento conmemorativo a Lansbury en la cercana iglesia de Santa María y la Santísima Trinidad, conocida como la 'Iglesia del Arco', donde Lansbury fue un miembro a largo plazo de la congregación y encargado de la iglesia.

## Libros escritos por Lansbury
- Your Part in Poverty. London: Allen and Unwin. 1918. OCLC 251051169.
- These Things Shall Be. London: Swarthorne Press. 1920. OCLC 1109879.
- What I Saw in Russia. London: L. Parsons. 1920. OCLC 457509320.
- My Life. London: Constable & Co. 1928. OCLC 2150486.
- My England. London: Selwyn & Blount. 1934. OCLC 2175404.
- Looking Backwards and Forwards. London and Glasgow: Blackie and Son. 1935. OCLC 9072833.
- Why Pacifists Should Be Socialists. London: FACT. 1937. OCLC 826854352.
- My Quest for Peace. London: M. Joseph. 1938. OCLC 4051871.
- This Way to Peace. London: Rich and Cowan. 1940. OCLC 4024194.

## Citas
1. 1 2  Postgate, pp. 3–4
2. ↑  Shepherd 2002, pp. 5–6
3. 1 2 3 4 5 6 7 8  Shepherd, John (January 2011). «Lansbury, George». Oxford Dictionary of National Biography Online edition. Consultado el 2 de febrero de 2013. (requiere suscripción)
4. ↑  Postgate, p. 5
5. ↑  Blythe, p. 272
6. ↑  Shepherd 2002, pp. 8–9
7. ↑  Lansbury, pp. 40–43
8. 1 2  Shepherd 2002, pp. 10–11
9. ↑  Postgate, pp. 13–20
10. 1 2  Postgate, pp. 22–23
11. 1 2 3  Postgate, pp. 24–29
12. ↑  «England in Australia : Dec 1884/Mar 1885 (5 Tests)». Cricinfo. Consultado el 6 de febrero de 2013.
13. ↑  Shepherd 2002, pp. 13–15
14. ↑  Shepherd 2002, pp. 16–17
15. ↑  Postgate, p. 31
16. 1 2  Shepherd 2002, pp. 19–20
17. ↑  Lansbury, p. 75
18. ↑  Schneer 1990, pp. 16–17
19. ↑  Schneer ("Politics and Feminism"), p. 67
20. ↑  Howe, A.C. (May 2006). «Unwin, (Emma) Jane Catherine Cobden». Oxford Dictionary of National Biography Online edition. Consultado el 8 de febrero de 2013. (requiere suscripción)
21. 1 2  Schneer ("Politics and Feminism"), pp. 63–65
22. ↑  Schneer ("Politics and Feminism"), p. 68
23. ↑  Hollis, pp. 310–16
24. ↑  Schneer ("Politics and Feminism"), p. 75
25. ↑  Schneer ("Politics and Feminism"), p. 77
26. ↑  Schneer ("Politics and Feminism"), pp. 79–80
27. ↑  Lansbury article in Labour Leader, 17 May 1912, quoted in Shepherd 2002, p. 26
28. ↑  Shepherd 2002, p. 26
29. ↑  Shepherd 2002, pp. 32–33
30. ↑  Shepherd 2002, pp. 44–45
31. ↑  Todmorden Advertiser and Hebden Bridge Newsletter report, 29 November 1895, quoted by Shepherd 2002, p. 47
32. ↑  Shepherd 2002, p. 48
33. ↑  Shepherd 2002, pp. 78–81
34. ↑  Shepherd 2002, p. 77
35. ↑  Postgate, p. 55
36. ↑  Postgate, p. 60
37. ↑  Lansbury, pp. 134–35
38. 1 2  Shepherd 2002, pp. 54–56
39. ↑  Postgate, p. 62
40. ↑  Postgate, pp. 67–68
41. ↑  Shepherd 2002, pp. 58–59
42. ↑  Shepherd 2002, p. 57
43. ↑  Shepherd 2002, pp. 60–61
44. ↑  Schneer 1990, pp. 42–43
45. ↑  Shepherd 2002, p. 63
46. ↑  Postgate, p. 77
47. ↑  Schneer 1990, pp. 45–46
48. ↑  Postgate, pp. 79–87
49. ↑  Postgate, pp. 87–92
50. ↑  «Local Government Act 1929». The National Archives. Consultado el 10 de febrero de 2013.
51. ↑  Shepherd 2002, pp. 83–88
52. ↑  Shepherd 2002, p. 89
53. 1 2  Schneer 1990, p. 95
54. ↑  Schneer 1990, p. 93
55. ↑  Pelling, Henry (December 1995). «The Emergence of the Labour Party». New Perspective 1 (2).
56. ↑  Shepherd 2002, p. 94
57. ↑  Schneer 1990, p. 96
58. ↑  Postgate, p. 103
59. ↑  Shepherd 2002, pp. 112–13
60. ↑  Schneer 1990, p. 104
61. ↑  Schneer 1990, p. 107 and 112–17
62. ↑  Shepherd 2002, p. 128
63. ↑  Shepherd 2002, pp. 131–32
64. ↑  Postgate, p. 130
65. ↑  Postgate, p. 131
66. ↑  Shepherd 2002, pp. 135–37
67. ↑  Postgate, pp. 134–38
68. 1 2 3  Blythe, pp. 276–77
69. ↑  Shepherd 2002, p. 104
70. ↑  Shepherd 2002, p. 148
71. ↑  Shepherd 2002, p. 158
72. ↑  Schneer 1990, p. 136
73. ↑  Wrigley, Chris (January 1911). «Henderson, Arthur». Oxford Dictionary of National Biography Online edition. Consultado el 16 de febrero de 2013. (requiere suscripción)
74. ↑  Holman. p. 81
75. ↑  Boulton, p. 235
76. ↑  Schneer 1990, p. 168
77. ↑  Postgate, p. 183
78. ↑  Postgate, pp. 184–85
79. ↑  Shepherd 2002, pp. 183–84
80. ↑  Shepherd 2002, pp. 187–88
81. ↑  Shepherd 2002, pp. 223–24
82. ↑  Postgate, pp. 221–22
83. ↑  Postgate, p. 102
84. ↑  Shepherd 2002, p. 191
85. 1 2 3 4  Postgate, pp. 216–220
86. 1 2  Shepherd 2002, p. 194
87. 1 2  Shepherd 2002, pp. 200–01
88. ↑  Shepherd 2002,  p. 210
89. ↑  Nicolson, pp. 494–98
90. ↑  Blythe, pp. 278–79
91. ↑  Nicolson, p. 497
92. 1 2  Postgate, pp. 224–25
93. ↑  Martin, Kingsley (1962). The Crown and the Establishment. London: Hutchinson. pp. 53-54. OCLC 1153737.
94. ↑  Postgate, p. 236
95. ↑  Shepherd, p. 240
96. ↑  Dilks, p. 456
97. ↑  Shepherd, p. 238
98. ↑  Dilks, p. 576
99. ↑  Shepherd 2002, p. 246
100. ↑  Shepherd 2002, p. 247
101. ↑  Shepherd 2002, p. 250
102. ↑  Shepherd 2002, p. 255
103. ↑  Shepherd, pp. 256–57
104. ↑  Taylor, p. 343
105. ↑  Blythe, pp. 281–82
106. ↑  Postgate, pp. 251–52
107. ↑  Shepherd 2002, p. 253
108. ↑  Nicolson, pp. 571–72
109. 1 2 3  Taylor, pp. 404–406
110. ↑  Skidelsky, Robert (May 2012). «Mosley, Sir Oswald Ernald». Oxford Dictionary of National Biography Online edition. Consultado el 2 de marzo de 2013. (requiere suscripción)
111. ↑  Taylor, p. 361
112. 1 2  Taylor, pp. 362–63
113. ↑  Taylor, pp. 366–67
114. ↑  Taylor, p. 432
115. ↑  Shepherd 2002, p. 282
116. 1 2  Shepherd 2002, p. 286
117. ↑  Shepherd 2002, pp. 295–96
118. ↑  Blythe, p. 283
119. ↑  Postgate, pp. 294–95
120. 1 2  Vickers, p. 115
121. ↑  Vickers, pp. 107–08
122. ↑  Vickers, pp. 109–10
123. 1 2  Blythe, pp. 285–86
124. ↑  Heller, Richard (1971). «East Fulham Revisited». Journal of Contemporary History 6 (4): pp. 172-96.
125. ↑  Vickers, p. 112
126. ↑  Schneer 1990, p. 172
127. 1 2  Shepherd 2002, pp. 323–28
128. ↑  Blythe, p. 291
129. 1 2  Schneer 1990, pp. 180–82
130. ↑  Shepherd 2002, pp. 338–39
131. 1 2  Shepherd 2002, p. 341
132. ↑  Shepherd, p. 332
133. ↑  Prasad, 2005  pp. 177-8
134. 1 2 3  Shepherd 2002, pp. 343–45
135. ↑  Shepherd 2002, p. 342
136. ↑  «Prime minister's announcement». Hansard Online. 3 de septiembre de 1939. Consultado el 27 de febrero de 2013.
137. ↑  Article in Tribune, 25 April 1940, quoted in Postgate, p. 324
138. 1 2  Holman, p. 164
139. ↑  Jonathan Schneer, "Lansbury, George"  in Fred M. Leventhal, ed., Twentieth-century Britain: an encyclopedia (Garland, 1995) p 438-40.
140. ↑  Taylor, p. 191 and p. 270
141. ↑  Morgan, p.154
142. 1 2  Shepherd 2002, pp. 360–63
143. ↑  Morgan, p. 482
144. ↑  Morgan, p. 132
145. ↑  Morgan, p. 77
146. ↑  «Tributes to Mr Lansbury and Sir Terence O'Connor». Hansard Online. 8 de mayo de 1940. Consultado el 28 de febrero de 2013.
147. ↑  Attlee, p. 3
148. ↑  Shepherd 2002, p. 351
149. 1 2  Shepherd 2002, pp. 347–49
150. ↑  Shepherd 2002, p. 307
151. ↑  Shepherd 2002, p. 212
152. ↑  Brooke, Stephen (January 2008). «Thurtle (née Lansbury), Dorothy». Oxford Dictionary of National Biography Online edition. Consultado el 1 de marzo de 2013. (requiere suscripción)
153. ↑  Shepherd 2002, p. 121 and p. 354
154. ↑  Pottle, Mark (January 2012). «Postgate, Raymond William». Oxford Dictionary of National Biography Online edition. Consultado el 1 de marzo de 2013. (requiere suscripción)
155. ↑  Hayward, Anthony. «Postgate, (Richard) Oliver». Oxford Dictionary of National Biography Online edition. Consultado el 19 de julio de 2013.
156. ↑  Blythe, p. 293